# Nioboesquinita-(Y)
La nioboesquinita-(Y) és un mineral que va ser desacreditat com a espècie vàlida per l'Associació Mineralògica Internacional l'any 2025 en considerar-la equivalent a l'esquinita-(Y). Rebia el seu nom en relació al fet que es considerava l'anàleg mineral amb niobi de l'esquinita-(Y).

## Característiques
La nioboesquinita-(Y) era considerada un òxid de fórmula química (Y,REE,Ca,Th,Fe)(Nb,Ti,Ta)₂(O,OH)₆, amb cristal·lització en el sistema ortoròmbic i una duresa a l'escala de Mohs entre 5 i 6.
Segons la classificació de Nickel-Strunz la nioboesquinita-(Y) pertanyia a «04.DF: Òxids amb proporció metall:oxigen = 1:2 i similars, amb cations grans (+- mida mitja); dímers i trímers que comparteixen costats d'octàedres» juntament amb els següents minerals: esquinita-(Ce),
esquinita-(Nd), esquinita-(Y), nioboesquinita-(Ce), nioboesquinita-(Nd), rynersonita, tantalesquinita-(Y), vigezzita, changbaiïta i murataïta-(Y).

## Jaciments
La nioboesquinita-(Y) va ser descoberta a unes excavacions del llac Bear Lake (Ontario, Canadà). També ha estat descrita a l'àrea de Quadeville, al Quebec; a l'àrea de Lamujärvi (Ostrobòtnia del Nord, Finlàndia) i al dipòsit Chungju, al mont Eorae (Chungcheongbuk-do, Corea del Sud).